# آدورام کیسی
آدورام کیسی (به انگلیسی: Adoram Keisi) مدافع اهل اسرائیل است که از سال ۱۹۹۴ تا ۲۰۰۶ میلادی عضو تیم ملی فوتبال اسرائیل بوده و در ۵۴ بازی ملی حضور داشته است. آدورام کیسی توانسته در بازی‌های ملی، ۴ گل به ثمر برساند.